# 范胡達
バドラヴァルマン1世（サンスクリット語: भद्रवर्मन् १, ラテン文字転写: Bhadravarman I, 生年不詳 - 413年）は、チャンパ王国（林邑国）第2王朝の第3代国王（在位：380年 - 413年）。『晋書』『宋書』『大越史記全書』では范胡達（はんこたつ、ベトナム語: Phạm Hồ Đạt）、『梁書』『南史』では范須達（ベトナム語: Phạm Tua Đạt）、『太平御覧』が引く『林邑記』と『晋義熙起居注』では范明達（ベトナム語: Phạm Minh Đạt）と記される。サンスクリット名が確認される最初のチャンパ王であり、ダルママハーラージャと称された。

## 生涯
范仏の子（『晋書』による。『梁書』『南史』では孫とする）。先王の死後に即位した。382年3月に晋に遣使した。先王の代に被害を受けたカンダプルプラに代わってシンハプラを都とし、クルンを整備した。シンハプラの西に位置するシュリーシャーナヴァドレーシュヴァラに最初の寺院となる、シヴァを祀ったヴァドレーシュヴァラ廟を建立した。シュリーシャーナヴァドレーシュヴァラの碑文によると、その支配域は現在のトゥーボン川盆地から南部のダーラン川河口にかけて広がっていたとされ、シヴァの他にもアグニやプリティヴィーが崇拝されていたとされる。
399年3月、晋の日南郡・九徳郡に侵攻し、日南太守の炅源と九徳太守の曹炳をそれぞれ捕らえたが、交趾太守の杜瑗が派遣した都護の鄧逸らの反撃を受けて敗北した。405年と407年にも相次いで日南郡に侵攻したが、杜瑗が派遣した海邏督護の阮斐に敗れた。413年2月には九真郡に侵攻して行郡事の杜慧期（杜瑗の子）と交戦したが、子の交龍王范甄知や部将の范健を殺され、子の范那能を生け捕りにされるなどの大敗を喫し、バドラヴァルマン1世も行方不明となった。『晋書』『大越史記全書』では交州刺史の杜慧度に殺害されたとする。

## 参考資料
- George Cœdès (May 1, 1968). The Indianized States of South-East Asia. University of Hawaii Press. ISBN 978-0824803681
- Sailendra Nath Sen (1999). Ancient Indian History and Civilization. New Age Internationalisbn=978-8122411980
- Geetesh Sharma (2010). Traces of Indian Culture in Vietnam. Rajkamal Prakashan. ISBN 978-8190540148
- 石井米雄、桜井由躬雄 編『東南アジア史 I 大陸部』山川出版社〈新版 世界各国史 5〉、1999年12月20日。ISBN 978-4634413504。
- レイ・タン・コイ（ベトナム語版） 著、石澤良昭 訳『東南アジア史』（増補新版）白水社〈文庫クセジュ〉、2000年4月30日。ISBN 978-4560058268。
- 『晋書』巻九 帝紀第九 孝武帝
- 『晋書』巻十 帝紀第十 安帝
- 『晋書』巻九十七 列伝第六十七 林邑
- 『宋書』巻九十二 列伝第五十二 杜慧度
- 『梁書』巻五十四 列伝第四十八 林邑国
- 『南史』巻七十八 列伝第六十八 林邑国
- 『大越史記全書』外紀巻之四 属呉晋宋斉梁紀
- 『太平御覧』巻七百六十 器物部五
- 『太平御覧』巻八百一十三 珍宝部十二

| スタブアイコン | サブスタブ | この項目は、まだ閲覧者の調べものの参照としては役立たない、人物に関連した書きかけの項目です。この項目を加筆・訂正などしてくださる協力者を求めています（P:人物伝/PJ:人物伝）。 |